# Paulpietersburg
Paulpietersburg este un oraș din provincia Kwazulu-Natal, Africa de Sud.